# Ernestina Saragat
Ernestina Saragat (Vienna, 9 maggio 1928) è la figlia dell'ex presidente della Repubblica Italiana Giuseppe Saragat; dal 29 dicembre 1964 al 29 dicembre 1971 ha affiancato il padre vedovo nella rappresentanza della Repubblica o della Presidenza, durante gli eventi ufficiali, ruolo solitamente svolto dalle consorti dei presidenti della Repubblica Italiana.

## Biografia
Prese il nome dalla nonna paterna Ernestina Stratta.
Si sposò il 15 luglio 1959 col medico odontoiatra Gianni Santacatterina nella basilica di Sant'Eugenio a Roma.
Affiancò il padre nelle visite ufficiali dal 29 dicembre 1964 al 29 dicembre 1971, dato che quando divenne presidente della Repubblica Giuseppe Saragat, la madre Giuseppina Bollani era già deceduta da oltre tre anni (14 gennaio 1961).
Ebbe tre figli: Augusto, Giuseppina e Pietro, quest'ultimo nel 1966.
Il 6 febbraio 1997 difese il paragone tra suo padre Giuseppe e Massimo D'Alema. Incontrò il presidente Sergio Mattarella nel trentesimo anniversario della scomparsa del padre l'11 giugno 2018.